# Vassili Ier Dmitrievitch
Vassili Ier Dmitrievitch, en russe Васи́лий I Дми́триевич, (30 décembre 1371 - 27 février 1425) est grand-prince de Moscou de 1389 à 1425. Sa mort entraîne la guerre de Succession moscovite, plus importante guerre civile de la Russie médiévale.

## Biographie

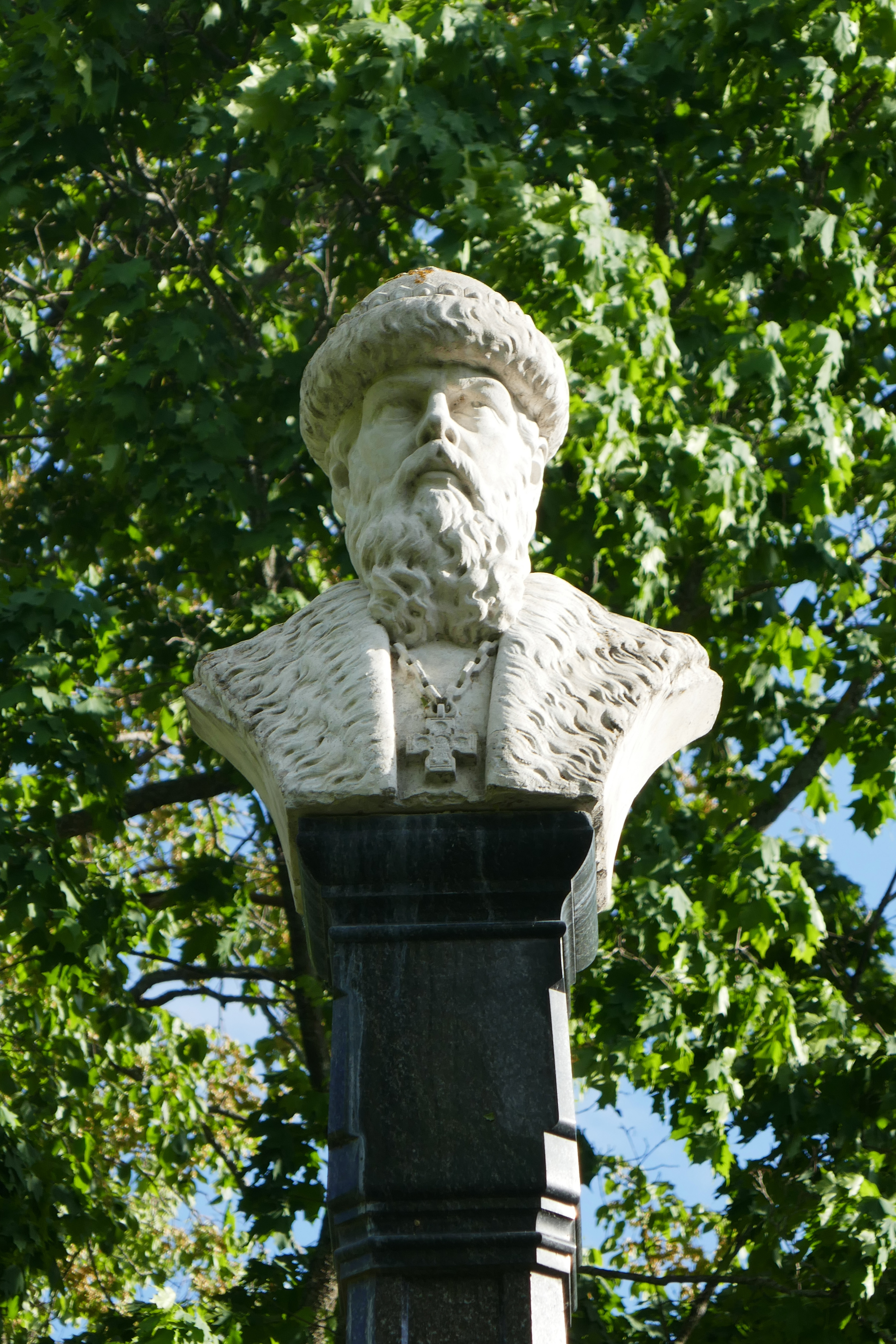
Buste de Vassili Ier à Ples, où il fit construire une forteresse en 1410.

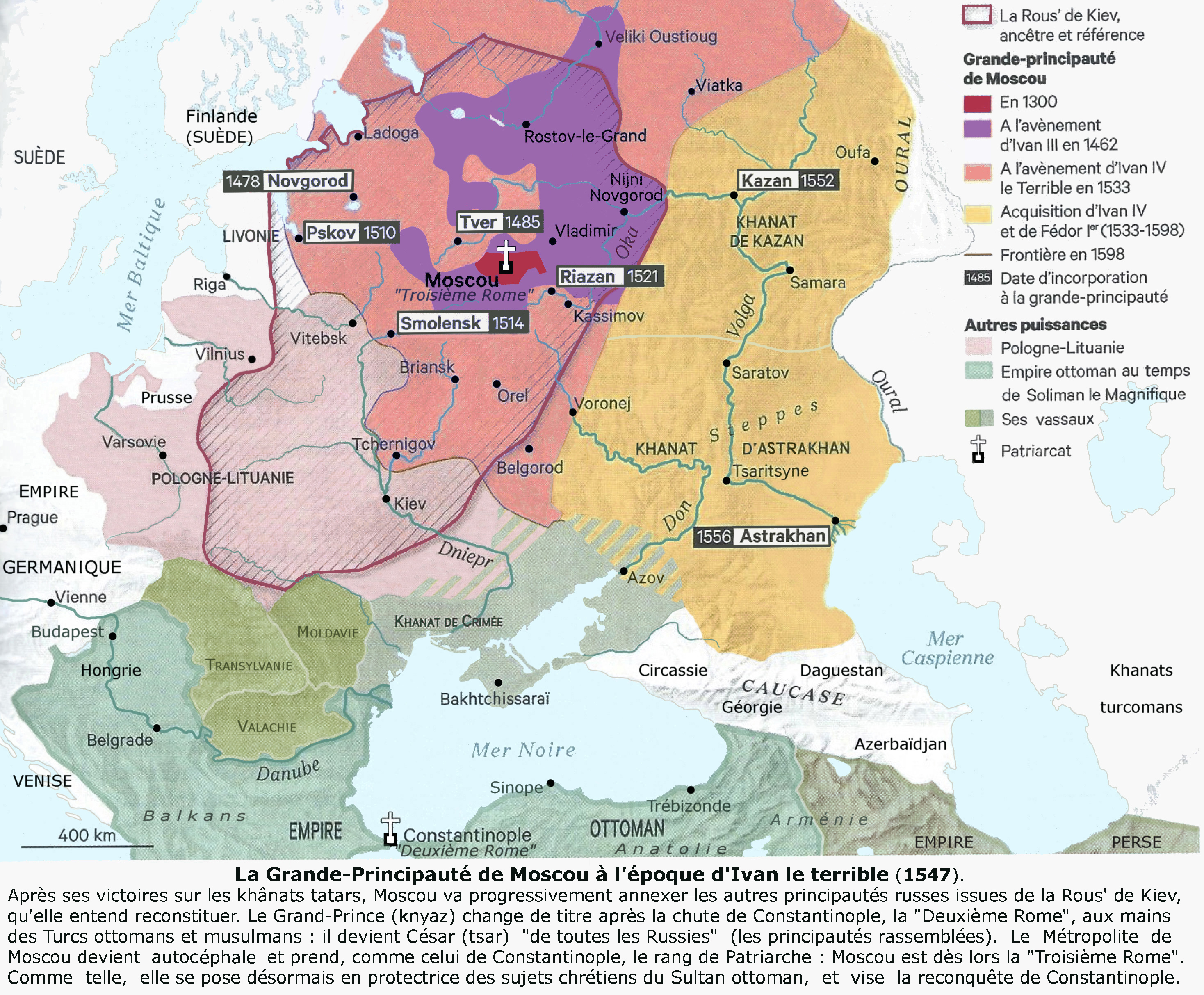
La Grande-principauté de Moscou et son expansion territoriale aux.

Il est l'aîné des fils survivants de Dimitri Donskoï. Il continue le processus d'unification de la Russie en annexant plusieurs principautés environnantes, d'où le titre de « tsar de toutes les Russies ». Très diplomate, il demeure le plus souvent en bons termes avec l'ensemble de ses voisins.
En 1378, il est placé sous la tutelle du boyard Fédor Souiblo par son père lors de son départ en guerre contre les Tatars.
Après la prise de Moscou, il est emmené comme otage à la Horde d'or (1382-1384).
Il s'enfuit de la Horde d'or en 1385 et se réfugie en Lituanie chez le grand-duc Vytautas le Grand. Il rentre en Russie en 1387.
À la mort de son père en 1389, il devient grand-prince de Moscou et de Vladimir et est couronné dans cette ville. Le 9 janvier 1391, il épouse Sophie, fille de Vytautas de Lituanie.
Le 26 août 1395, Tamerlan, arrivé devant Iéletz, dans le bassin du Don, renonce à conquérir la Moscovie et brûle Saraï, la capitale de la Horde d'or, en 1396. Il met les tribus turco-mongoles sous sa domination, puis défait les Lituaniens en 1399.
Les Tatars ravagent la Moscovie en 1408. Une paix est conclue avec la Lituanie en décembre. En 1412, Vassili se rend à la Horde d'or pour se faire confirmer la principauté de Novgorod.
Il meurt le 27 février 1425 à Moscou. Il est inhumé au portail sud de la cathédrale de l'Archange-Saint-Michel de Moscou.

## Sa descendance
De son union avec Sophie de Lituanie, fille de Vytautas le Grand, morte le 15 juin 1453, il laisse neuf enfants connus :
- Anne (1393-1417) mariée en 1411 avec l'empereur Jean VIII Paléologue ;
- Iouri Vassilievitch (30 mars 1395 - 30 novembre 1400) ;
- Ivan Vassilievitch (15 janvier 1396 - 20 juillet 1417), marié à une fille d'Ivan Vladimirovitch de Pronsk ;
- Anastasia Vassilievna (d. 1470), épouse Vladimir Alexandre, prince de Kiev, fils de Vladimir Olgerdovitch ;
- Daniel Vassilievitch (6 décembre 1400 - mai 1402) ;
- Vassilissa Vassilievna, mariée avec Alexandre Ivanovitch « Broukhaty », prince de Souzdal puis remariage avec son cousin, Alexandre Danilovitch « Vzmetenj », prince de Souzdal ;
- Siméon Vassiliévitch (13 janvier 1405 - 7 avril 1405) ;
- Maria Vassilievna, mariée avec Youri Patrikievitch, fils de Patrikeï, prince de Starodoub ;
- Vassili (10 mars 1415 – 27 mars 1462), grand-prince de Moscou.

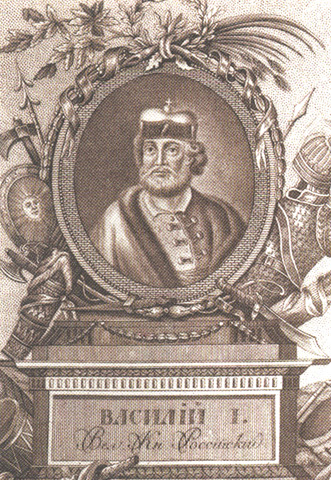
Vassili Ier.